# Salvador Sanfuentes
Salvador Sanfuentes Torres (Santiago, 2 de febrero de 1817-ibíd., 17 de julio de 1860) fue un abogado, político y poeta chileno. Se desempeñó como ministro de Justicia, Culto e Instrucción Pública en dos ocasiones, y fue elegido como diputado por la Agrupación de Vallenar.

## Primeros años de vida
Hijo de Salvador Sanfuentes Urtetegui y de María Mercedes Torres Velasco. Estudió en el Instituto Nacional, y se tituló de abogado en la Universidad de Chile el 13 de mayo de 1842. Antes de titularse, ya había trabajado como periodista y traductor. Tradujo del francés al castellano Jerusalén Liberada de Tasso, las Geórgicas y La Eneida de Virgilio, Los Anales de Tácito y obras de Racine, Humboldt, Byron, Víctor Hugo, Voltaire y otros.
Contrajo matrimonio con Matilde Andonaegui González y tuvieron dos hijos: Enrique Salvador Sanfuentes y su otro hijo Juan Luis Sanfuentes llegaría a ser presidente de la República.

## Carrera política
En 1836 fue oficial en la legación chilena en Lima, y a su regreso se le promovió a oficial mayor del ministerio de Justicia. El año 1842 cooperó junto con José Victorino Lastarria en el Semanario de Santiago, en el que publicaría su obra predilecta, El Campanario. Ese mismo año se unió como secretario general a la recién fundada Universidad de Chile, publicando entre esos años hasta 1852 una memoria titulada "Trabajos de la Universidad".
En 1845 fue designado Intendente de Valdivia, y al año siguiente fue elegido diputado por los distritos de Vallenar y Freirina. El 18 de septiembre de 1846, al iniciar el segundo periodo de gobierno de Manuel Bulnes, fue designado ministro de Justicia, Culto e Instrucción Pública, permaneciendo en el cargo hasta el 12 de junio de 1849.
En 1855 fue designado ministro de la Corte de Apelaciones de Santiago y en 1856 se le eligió por unanimidad decano de la Facultad de Filosofía de la Universidad de Chile.
En 1857 ocupó por segunda vez el cargo de ministro de Justicia, que desempeñó hasta el 14 de diciembre de ese mismo año. En 1858 se le ascendió a ministro de la Corte Suprema de Chile.
Colaboró con diferentes periódicos y revistas. Realizó obras históricas, como Chile desde la batalla de Chacabuco hasta la de Maipú, y principalmente poéticas, como Caupolicán (1831-1835), Leyendas y Obras Dramáticas (1840-1860) Ricardo y Lucía o La destrucción de la Imperial (1857), Taudo o memorias de un solitario (1858).
Falleció en Santiago el 17 de julio de 1860. Después de su muerte se le erigió un busto en la columna dedicada a honrar a los escritores nacionales, erigida en la Alameda en 1872.